# Saskia Niño de Rivera
Saskia Niño de Rivera  (Ciudad de México, 30 de julio de 1987) es activista, creadora de contenido, cofundadora y vocera de la organización Reinserta. Es autora de varios libros relacionados con personas privadas de la libertad en el sistema penitenciario mexicano. 

## Trayectoria
Saskia tiene quince años de experiencia en Sistema penitenciario y Manejo de crisis, es licenciada en Psicología por la Universidad Iberoamericana, especializada en psicología forense. Tiene una maestría en Investigación por parte del Instituto Nacional de Ciencias Penales, sin embargo no cuenta con cédula de la misma, solo aparece en el Registro Nacional de Profesionales, su cédula profesional, derivada de sus estudios de licenciatura, y un diplomado en temas de secuestro y penitenciaria.
En 2013 creó la asociación sin fines de lucro Reinserta Un Mexicano A.C, una organización sin fines de lucro que tiene el objetivo de reducir la delincuencia en el país.
Se ha especializado en temas de seguridad, secuestro y reinserción penitenciaria.
Trabajó en la Coordinación Nacional Antisecuestro en la Policía Federal, Fue integrante del Observatorio nacional de prevención del reclutamiento de niñas, niños y adolescentes por parte de la delincuencia organizada, y miembro del Sistema de protección integral de niñas, niños y adolescentes. E invitada permanente de la sociedad civil al Consejo Nacional de Seguridad Pública en el periodo 2019- 2021.
Saskia cuenta con más de 15 años de trabajo y mucho del mismo se basa en hacer incidencia en cárceles y en entrevistar a personas en reclusión, sobrevivientes de secuestro y de sus familiares.
La activista ha declarado que su trabajo de campo la ha llevado a estar en muchas prisiones, hasta el momento ha podido ingresar a 147.
Es colaboradora permanente de MVS Noticias y columnista de El Universal sobre temas de seguridad.

Estoy convencida de que darles voz a las personas que están privadas de la libertad nos ayudará a mejorar nuestro sistema de justicia penal y a optimizar los programas y su impacto en materia de prevención del delito.
Saskia Niño de Rivera

## Creadora de Contenido
Saskia Niño de Rivera comparte información por medio de sus pódcast Privadas de la libertad, en el que personas que se encuentran cumpliendo una condena cuentan sus historias de vida y qué los llevó hasta ese lugar.
Su podcast más reciente Penitencia llevará los micrófonos a los centros de reinserción para entender más allá del delito, además tendrá una mesa de análisis.
Es autora de cinco libros:
- Un sicario en cada hijo te dio. Niñas, niños y adolescentes en la delincuencia organizada 2020
- Maldita entre todas las mujeres: el rostro de los feminicidas.  Testimonios y reflexiones de feminicidios y de víctimas de este delito 2022
- El infierno tan temido, el secuestro en México, 2022.
- No es No
- No Nos Dejes Caer En Tentación. trata, pedofilia y corrupción de menores: historias y reflexiones de quienes la ejercen y quienes la sobreviven 2023[17][18]

Como parte de sus plataformas, destaca su cuenta de Instagram saskianino en donde tiene más de 405 mil seguidores 
En conjunto con su prima, la comediante Sofía Niño de Rivera, pusieron en marcha el proyecto Libre de reír que dirige talleres de comedia para personas encarceladas en el sistema penitenciario de la Ciudad de México, transformando sus traumas en comedia, y demostrando que las risas verdaderamente pueden ser terapéuticas y catárticas.

## Reconocimientos
Como parte de sus actividades relacionadas con humanizar a las personas recluidas en centros penitenciarios fue elegida en dos ocasiones como una de las 100 mujeres más poderosas del país por la revista Forbes.
En 2016 recibió el premio Nelson Mandela por parte del Senado de la República
También por la revista TIME que la nombró Next Generation Leader, también como Leadership in Public Life Award 1919, otorgado por Vital Voices y el Love Prize for Youth Advocacy, en la XVII Cumbre de los Premios Nobel de la Paz.
En 2020 la fundación Diller-von Furstenberg Family le otorgó el Premio Internacional DVF Awards, reconocimiento otorgado por Diane von Furstenberg.

## Polémicas
Por su manejo mediático ha recibido críticas, y se ha vuelto tendencia en redes sociales por sus diversas declaraciones y por no hacer un activismo real, pues la señalan de aprovecharse de las personas que están en la cárcel. También personas usuarias de redes sociales indican que emite comentarios en los que banaliza la situación en las que se encuentra la gente que está encerrada.
También se le ha señalado por un sector de la población como una persona que defiende a los delincuentes.
Recientemente fue duramente criticada por exhibir la fotografía de la escena del crimen en donde aparecen muertos el magistrado Ociel Baena "le magistrade" y su pareja.

## Vida personal
Estuvo casada con Manuel López San Martín, con quien tuvo una hija. Su actual esposa es Mariel Duayhe, la primera mujer representante de futbolistas reconocida por la FIFA en México, con quien se casó 5 de junio de 2022, luego de cerca de 3 años de relación sentimental.

Cuando perteneces a la comunidad LGBT, es pasar por un proceso de un dolor profundo de la expectativa de lo que va a reaccionar el mundo y eso siempre trae miedos que tenemos que afrontar. Salir del closet no debería existir porque no deberíamos tener que pasar por un proceso complicado.
Saskia Niño de Rivera